# Epoletnik krasnoskrzydły
Epoletnik krasnoskrzydły (Agelaius phoeniceus) – gatunek ptaka z rodziny kacykowatych (Icteridae). Jeden z najliczniejszych ptaków kontynentu północnoamerykańskiego.

## Systematyka
Wyróżniono ponad dwadzieścia podgatunków A. phoeniceus:
- A. p. arctolegus Oberholser, 1907 – południowo-wschodnia Alaska, zachodnio-środkowa i środkowa Kanada i północno-środkowe USA.
- A. p. fortis Ridgway, 1901 – zachodnio-środkowe i południowo-środkowe USA.
- A. p. nevadensis Grinnell, 1914 – śródlądzie południowo-zachodniej Kanady oraz północno-zachodnie i zachodnie USA.
- A. p. caurinus Ridgway, 1901 – wybrzeża południowo-zachodniej Kanady oraz północno-zachodnie i zachodnie USA.
- A. p. sonoriensis Ridgway, 1887 – południowo-zachodnie USA i północno-zachodni Meksyk.
- A. p. nyaritensis Dickey & van Rossem, 1925 – zachodni Meksyk do zachodniego Salwadoru.
- A. p. grinnelli A.B. Howell, 1917 – Salwador do północno-zachodniej Kostaryki.
- A. p. phoeniceus (Linnaeus, 1766) – epoletnik krasnoskrzydły[4] – południowo-wschodnia Kanada i wschodnie USA.
- A. p. littoralis A.H. Howell & van Rossem, 1928 – wybrzeża południowo-wschodniego USA.
- A. p. mearnsi A.H. Howell & van Rossem, 1928 – południowo-wschodnia Georgia do południowo-środkowej Florydy.
- A. p. floridanus Maynard, 1895 – południowa Floryda.
- A. p. megapotamus Oberholser, 1919 – południowy Teksas do wschodniego Meksyku.
- A. p. nelsoni Dickerman, 1965 – południowo-środkowy Meksyk.
- A. p. richmondi Nelson, 1897 – południowo-wschodni i południowy Meksyk do północnej Kostaryki. Proponowany podgatunek A. p. brevirostris Monroe, 1963 uznany za jego synonim.
- A. p. pallidulus Van Tyne & Trautman, 1946 – południowo-wschodni Meksyk (północny półwysep Jukatan).
- A. p. arthuralleni Dickerman, 1974 – północna Gwatemala.
- A. p. bryanti Ridgway, 1887 – północno-zachodnie Bahamy.
- A. p. aciculatus Mailliard, 1915 – Hrabstwo Kern (południowa Kalifornia).
- A. p. neutralis Ridgway, 1901 – południowa Kalifornia i północno-zachodni Meksyk.
- A. p. mailliardorum van Rossem, 1926 – wybrzeża środkowej Kalifornii.
- A. p. californicus Nelson, 1897 – śródlądzie środkowej Kalifornii.
- A. p. gubernator (Wagler, 1832) – epoletnik meksykański[4] – środkowy Meksyk.

## Morfologia
Długość ciała 19–24 cm, masa ciała 36 g. Samiec czarny, ze szkarłatnymi, płowo obwiedzionymi epoletami; czasami rdzawymi. Samica mniejsza, ciemnobrązowa, wierzch ciała w płowe kreski, od spodu jasna, w gęste i ciemnobrązowe kreski. Brew i gardło płowe. Jednoroczny samiec ciemniejszy niż samica, o pomarańczowych epoletach w ciemne plamki, płowej brwi, jasnych policzkach i gardle. Młode ptaki podobne do samicy.

## Zasięg, środowisko
Zarośnięte tereny podmokłe Ameryki Północnej, poza obszarami najbardziej wysuniętymi na północ. Zimę spędza w środkowej oraz południowej części Ameryki Północnej.

## Status
Międzynarodowa Unia Ochrony Przyrody (IUCN) uznaje epoletnika krasnoskrzydłego za gatunek najmniejszej troski (LC, Least Concern) nieprzerwanie od 2000 roku. Jest to jeden z najliczniejszych ptaków kontynentu północnoamerykańskiego. W 2020 roku organizacja Partners in Flight szacowała liczebność populacji lęgowej na 180 milionów osobników. Trend liczebności populacji uznawany jest za spadkowy.